# Crazy Like a Fox
Pour plus de détails, voir Fiche technique et Distribution.
Crazy Like a Fox est un film américain de Leo McCarey sorti en 1926.

## Synopsis
Un jeune homme feint la folie afin de sortir d'un mariage arrangé mais découvre que sa chérie est la fille qu'il était censé épouser dans ce mariage. 

## Fiche technique
- Titre : Crazy Like a Fox
- Réalisation : Leo McCarey
- Assistant réalisation : H. W. Scott
- Scénario : Charles Alphin, Charley Chase et H. M. Walker
- Photographie : Len Powers
- Montage : Richard C. Currier
- Producteur : Hal Roach
- Société de production : Hal Roach Studios
- Société de distribution : Pathé Exchange
- Pays de production : États-Unis
- Langue : Anglais
- Genre : Comédie
- Format : 1.33 : 1, 35 mm, noir et blanc
- Durée : 25 minutes
- Date de sortie : 22 août 1926

## Distribution
- Charley Chase : Wilson, le groom

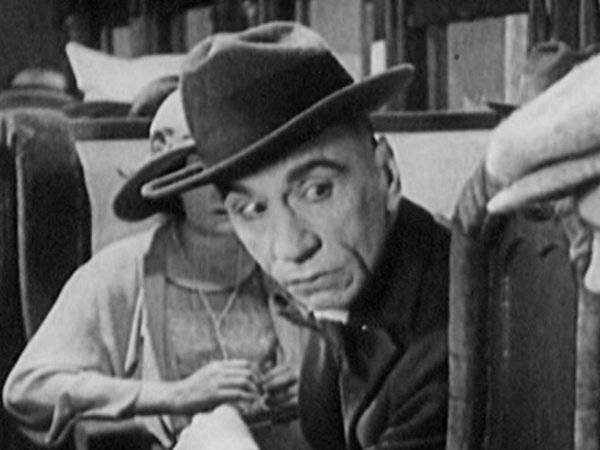
Al Hallett dans une scène du film.

- William V. Mong : George, le père de la mariée
- Martha Sleeper : La mariée
- Milla Davenport : Mère
- William Blaisdell : Gov. Harrison
- Max Asher : Majordome
- Al Hallett : Mr Gloom, le valet

Et parmi la distribution non créditée :
- Oliver Hardy : la victime de Charley
- Tiny Sandford : conducteur
- Lyle Tayo : l'infirmière